# Coupe de l'AFC 2014
Navigation
Édition précédente Édition suivante
La Coupe de l'AFC 2014 est la 11e édition de la Coupe de l'AFC, se jouant entre des clubs de nations membres de la Confédération asiatique de football. Les équipes se sont qualifiées par le biais de leur championnat respectif ou en remportant leur coupe nationale. L'ensemble des pays concernés engage deux représentants (le champion et le vainqueur de la Coupe, ou le deuxième du championnat en cas de doublé).
Plusieurs changements ont lieu par rapport à la saison dernière. Tout d'abord, le Kirghizistan et la Palestine sont autorisés à aligner une équipe, à la suite de leurs bons résultats lors des précédentes éditions de la Coupe du président de l'AFC. Ensuite, la Syrie obtient le droit d'aligner un deuxième club en phase de groupes et enfin, à l'inverse, le Tadjikistan et le Yémen perdent un club et voient leur unique représentant devoir passer par les barrages.
C'est une nouvelle fois un club du Koweït qui inscrit son nom au palmarès de la compétition. Après deux finales perdues en 2010 et 2013, le Qadsia SC remporte l'épreuve cette saison après avoir battu un autre habitué des phases finales, le club irakien d'Arbil SC, qui perd là sa deuxième finale continentale après celle de 2012.

## Participants
| Phase de groupes | Phase de groupes |
| Asie de l'Ouest | Asie de l'Est |
| --- | --- |
| - Riffa Club 4e du championnat de Bahreïn en 2012-2013 - Arbil SC Finaliste du championnat d'Irak en 2012-2013 - That Ras Club Vainqueur de la Coupe de Jordanie 2012-2013 - Fanja Club Vice-champion d'Oman en 2012-2013 - Safa Beyrouth Champion du Liban en 2012-2013 - Nejmeh SC Vice-champion du Liban en 2012-2013 - Al Jaish Damas Champion de Syrie en 2013 - Al-Wahda Damas Vainqueur de la Coupe de Syrie 2012-2013 | - Kitchee SC Vainqueur du Hong Kong Season Play-off 2012-2013 - Churchill Brothers SC Champion d'Inde en 2012-2013 - Home United FC Vainqueur de la coupe de Singapour 2013 - Xi Mang The Vissai Ninh Binh Vainqueur de la coupe du Viêt Nam 2013 - Persipura Jayapura Vainqueur de l'Indonesia Super League 2013 - Arema Malang Vice-champion de l'Indonesia Super League 2013 - Selangor FA Vice-champion de Malaisie en 2013 - Kelantan FA Vainqueur de la Coupe de Malaisie 2013 - New Radiant Champion des Maldives en 2013 - Maziya SRC Vice-champion des Maldives en 2013 - Yangon United Champion de Birmanie en 2013 - Nay Pyi Taw FC Vice-champion de Birmanie en 2013 |
| Repêchés de la Ligue des champions | |
| - Al Hidd Club 3e du championnat de Bahreïn en 2012-2013 - Al Shorta Bagdad Champion d'Irak en 2012-2013 - Shabab Al-Ordon Club Champion de Jordanie en 2012-2013 - Al-Suwaiq Champion d'Oman en 2012-2013 - Koweït SC Champion du Koweït en 2012-2013 - Qadsia SC Vainqueur de la Coupe du Koweït 2012-2013 | - South China AA Champion de Hong Kong en 2012-2013 - Pune FC Vice-champion d'Inde en 2012-2013 - Tampines Rovers Champion de Singapour en 2013 - T&T Hanoi Champion du Viêt Nam en 2013 |
| Participants au barrage | |
| - Ravshan Kulob Champion du Tadjikistan 2013 - FC Alay Och Champion du Kirghizistan 2013 - Shabab Al-Dhahiriya Champion de Palestine 2012-2013 - Al Yarmuk al-Rawda Champion du Yémén 2013 | Aucun |

## Calendrier
| Tour             | Nom                                             | Date aller                          | Date retour                      | Équipes participantes |                  |
| Phase de groupes | Phase de groupes                                | Phase de groupes                    | Phase de groupes                 | Phase de groupes      | Phase de groupes |
| ---------------- | ----------------------------------------------- | ----------------------------------- | -------------------------------- | --------------------- | ---------------- |
| 1-6              | Journées 1 et 5 Journées 2 et 6 Journées 3 et 4 | 25-26 février 11-12 mars 18-19 mars | 13-14 mai 22-23 avril 9-10 avril | 32                    |                  |
| Phase finale     |                                                 |                                     |                                  |                       |                  |
| 1                | Huitièmes de finale                             | 13-14 mai                           | 13-14 mai                        | 16                    |                  |
| 2                | Quarts de finale                                | 19 août                             | 26 août                          | 8                     |                  |
| 3                | Demi-finale                                     | 16 septembre                        | 30 septembre                     | 4                     |                  |
| 4                | Finale                                          | 18 octobre                          | 18 octobre                       | 2                     |                  |

## Tour préliminaire
| Équipe 1            | Résultat      | Équipe 2           |
| ------------------- | ------------- | ------------------ |
| Ravshan Kulob       | 2 - 1         | Al Yarmuk al-Rawda |
| Shabab Al-Dhahiriya | 1 - 1 7-8 tab | FC Alay Och        |

## Phase de groupes

### Groupe A
| Rang | Équipe        | Pts | J | G | N | P | Bp | Bc | Diff |  | Résultats (▼ dom., ► ext.) |     |     |     |     |
| ---- | ------------- | --- | - | - | - | - | -- | -- | ---- |  | -------------------------- | --- | --- | --- | --- |
| 1    | Safa Beyrouth | 16  | 6 | 5 | 1 | 0 | 13 | 1  | +12  |  | Safa Beyrouth              |     | 1-0 | 1-0 | 8-0 |
| 2    | That Ras Club | 11  | 6 | 3 | 2 | 1 | 9  | 4  | +5   |  | That Ras Club              | 0-0 |     | 1-0 | 5-1 |
| 3    | Al-Suwaiq     | 7   | 6 | 2 | 1 | 3 | 8  | 4  | +4   |  | Al-Suwaiq                  | 0-1 | 0-0 |     | 3-1 |
| 4    | Ravshan Kulob | 0   | 6 | 0 | 0 | 6 | 5  | 26 | -21  |  | Ravshan Kulob              | 1-2 | 2-3 | 0-5 |     |

### Groupe B
| Rang | Équipe         | Pts | J | G | N | P | Bp | Bc | Diff |  | Résultats (▼ dom., ► ext.) |     |     |     |     |
| ---- | -------------- | --- | - | - | - | - | -- | -- | ---- |  | -------------------------- | --- | --- | --- | --- |
| 1    | Koweït SC      | 13  | 6 | 4 | 1 | 1 | 12 | 4  | +8   |  | Koweït SC                  |     | 2-1 | 4-0 | 2-0 |
| 2    | Nejmeh SC      | 9   | 6 | 2 | 3 | 1 | 4  | 3  | +1   |  | Nejmeh SC                  | 1-1 |     | 1-0 | 0-0 |
| 3    | Fanja Club     | 6   | 6 | 1 | 3 | 2 | 2  | 6  | -4   |  | Fanja Club                 | 2-1 | 0-0 |     | 0-0 |
| 4    | Al Jaish Damas | 3   | 6 | 0 | 3 | 3 | 0  | 5  | -5   |  | Al Jaish Damas             | 0-2 | 0-1 | 0-0 |     |

### Groupe C
| Rang | Équipe           | Pts | J | G | N | P | Bp | Bc | Diff |  | Résultats (▼ dom., ► ext.) |     |     |     |     |
| ---- | ---------------- | --- | - | - | - | - | -- | -- | ---- |  | -------------------------- | --- | --- | --- | --- |
| 1    | Qadsia SC        | 11  | 6 | 3 | 2 | 1 | 11 | 5  | +6   |  | Qadsia SC                  |     | 2-0 | 3-0 | 1-1 |
| 2    | Al Hidd Club     | 11  | 6 | 3 | 2 | 1 | 10 | 6  | +4   |  | Al Hidd Club               | 3-2 |     | 0-0 | 3-1 |
| 3    | Al Shorta Bagdad | 7   | 6 | 1 | 4 | 1 | 3  | 4  | -1   |  | Al Shorta Bagdad           | 0-0 | 0-0 |     | 0-0 |
| 4    | Al-Wahda Damas   | 2   | 6 | 0 | 2 | 4 | 5  | 14 | -9   |  | Al-Wahda Damas             | 1-3 | 1-4 | 1-3 |     |

### Groupe D
| Rang | Équipe               | Pts | J | G | N | P | Bp | Bc | Diff |  | Résultats (▼ dom., ► ext.) |     |     |     |     |
| ---- | -------------------- | --- | - | - | - | - | -- | -- | ---- |  | -------------------------- | --- | --- | --- | --- |
| 1    | Arbil SC             | 15  | 6 | 5 | 1 | 0 | 19 | 5  | +14  |  | Arbil SC                   |     | 1-2 | 3-2 | 6-0 |
| 2    | Riffa Club           | 10  | 6 | 3 | 1 | 2 | 7  | 7  | 0    |  | Riffa Club                 | 0-3 |     | 2-0 | 2-0 |
| 3    | Shabab Al-Ordon Club | 9   | 6 | 3 | 0 | 3 | 9  | 10 | -1   |  | Shabab Al-Ordon Club       | 1-3 | 3-1 |     | 2-1 |
| 4    | FC Alay Och          | 1   | 6 | 0 | 1 | 5 | 1  | 14 | -13  |  | FC Alay Och                | 0-3 | 0-0 | 0-1 |     |

### Groupe E
| Rang | Équipe             | Pts | J | G | N | P | Bp | Bc | Diff |  | Résultats (▼ dom., ► ext.) |     |     |     |     |
| ---- | ------------------ | --- | - | - | - | - | -- | -- | ---- |  | -------------------------- | --- | --- | --- | --- |
| 1    | Persipura Jayapura | 11  | 6 | 3 | 2 | 1 | 9  | 4  | +5   |  | Persipura Jayapura         |     | 2-0 | 0-2 | 3-0 |
| 2    | Churchill Brothers | 10  | 6 | 3 | 1 | 2 | 10 | 7  | +3   |  | Churchill Brothers         | 1-1 |     | 3-1 | 3-0 |
| 3    | Home United FC     | 10  | 6 | 3 | 1 | 2 | 8  | 6  | +2   |  | Home United FC             | 1-1 | 2-1 |     | 2-0 |
| 4    | New Radiant        | 3   | 6 | 1 | 0 | 5 | 2  | 12 | -10  |  | New Radiant                | 0-2 | 1-2 | 1-0 |     |

### Groupe F
| Rang | Équipe       | Pts | J | G | N | P | Bp | Bc | Diff |  | Résultats (▼ dom., ► ext.) |     |     |     |     |
| ---- | ------------ | --- | - | - | - | - | -- | -- | ---- |  | -------------------------- | --- | --- | --- | --- |
| 1    | T&T Hanoi    | 15  | 6 | 5 | 0 | 1 | 14 | 7  | +7   |  | T&T Hanoi                  |     | 2-1 | 1-0 | 5-1 |
| 2    | Arema Malang | 10  | 6 | 3 | 1 | 2 | 10 | 9  | +1   |  | Arema Malang               | 1-3 |     | 1-0 | 3-2 |
| 3    | Selangor FA  | 8   | 6 | 2 | 2 | 2 | 9  | 6  | +3   |  | Selangor FA                | 3-1 | 1-1 |     | 4-1 |
| 4    | Maziya SRC   | 1   | 6 | 0 | 1 | 5 | 7  | 18 | -11  |  | Maziya SRC                 | 1-2 | 1-3 | 1-1 |     |

### Groupe G
| Rang | Équipe                       | Pts | J | G | N | P | Bp | Bc | Diff |  | Résultats (▼ dom., ► ext.)   |     |     |     |     |
| ---- | ---------------------------- | --- | - | - | - | - | -- | -- | ---- |  | ---------------------------- | --- | --- | --- | --- |
| 1    | Xi Mang The Vissai Ninh Binh | 16  | 6 | 5 | 1 | 0 | 18 | 7  | +11  |  | Xi Mang The Vissai Ninh Binh |     | 3-2 | 1-1 | 4-0 |
| 2    | Yangon United                | 9   | 6 | 3 | 0 | 3 | 16 | 17 | -1   |  | Yangon United                | 1-4 |     | 2-0 | 5-3 |
| 3    | South China AA               | 7   | 6 | 2 | 1 | 3 | 11 | 11 | 0    |  | South China AA               | 1-3 | 5-3 |     | 4-0 |
| 4    | Kelantan FA                  | 3   | 6 | 1 | 0 | 5 | 9  | 19 | -10  |  | Kelantan FA                  | 2-3 | 2-3 | 2-0 |     |

### Groupe H
| Rang | Équipe          | Pts | J | G | N | P | Bp | Bc | Diff |  | Résultats (▼ dom., ► ext.) |     |     |     |     |
| ---- | --------------- | --- | - | - | - | - | -- | -- | ---- |  | -------------------------- | --- | --- | --- | --- |
| 1    | Kitchee SC      | 13  | 6 | 4 | 1 | 1 | 15 | 5  | +10  |  | Kitchee SC                 |     | 2-0 | 4-0 | 2-2 |
| 2    | Nay Pyi Taw FC  | 8   | 6 | 2 | 2 | 2 | 10 | 10 | 0    |  | Nay Pyi Taw FC             | 1-2 |     | 3-3 | 3-1 |
| 3    | Tampines Rovers | 6   | 6 | 2 | 0 | 4 | 9  | 16 | -7   |  | Tampines Rovers            | 0-5 | 0-1 |     | 3-1 |
| 4    | Pune FC         | 6   | 6 | 1 | 3 | 2 | 12 | 15 | -3   |  | Pune FC                    | 2-0 | 2-2 | 2-5 |     |

## Phase finale

### Huitièmes de finale
| Équipe 1                     | Résultat      | Équipe 2           |
| ---------------------------- | ------------- | ------------------ |
| Persipura Jayapura           | 9 - 2         | Yangon United      |
| Xi Mang The Vissai Ninh Binh | 4 - 2         | Churchill Brothers |
| Safa Beyrouth                | 0 - 1         | Al Hidd Club       |
| Qadsia SC                    | 4 - 0         | That Ras Club      |
| T&T Hanoi                    | 5 - 0         | Nay Pyi Taw FC     |
| Kitchee SC                   | 2 - 0         | Arema Malang       |
| Koweït SC                    | 3 - 0         | Riffa Club         |
| Arbil SC                     | 0 - 0 3-0 tab | Nejmeh SC          |

### Tableau final
|  | Quarts de finale   | Quarts de finale   | Quarts de finale   | Quarts de finale   |           |           | Demi-finales | Demi-finales | Demi-finales | Demi-finales |  |  | Finale | Finale | Finale | Finale |
|  |                    |                    |                    |                    |           |           |              |              |              |              |  |  |        |        |        |        |
|  |                    |                    |                    |                    |           |           |              |              |              |              |  |  |        |        |        |        |
|  |                    |                    |                    |                    |           |           |              |              |              |              |  |  |        |        |        |        |
|  | T&T Hanoi          | T&T Hanoi          | 0                  | 0                  |           |           |              |              |              |              |  |  |        |        |        |        |
|  | T&T Hanoi          | T&T Hanoi          | 0                  | 0                  |           |           |              |              |              |              |  |  |        |        |        |        |
|  | Arbil SC           | Arbil SC           | 1                  | 2                  |           |           |              |              |              |              |  |  |        |        |        |        |
|  | Arbil SC           | Arbil SC           | 1                  | 2                  | Arbil SC  | Arbil SC  | 1            | 2            |              |              |  |  |        |        |        |        |
|  |                    |                    |                    |                    | Arbil SC  | Arbil SC  | 1            | 2            |              |              |  |  |        |        |        |        |
|  |                    |                    | Kitchee SC         | Kitchee SC         | 1         | 1         |              |              |              |              |  |  |        |        |        |        |
|  | Vissai Ninh Binh   | Vissai Ninh Binh   | Kitchee SC         | Kitchee SC         | 1         | 1         | 2            | 1            |              |              |  |  |        |        |        |        |
|  | Vissai Ninh Binh   | Vissai Ninh Binh   |                    |                    |           |           |              | 1            |              |              |  |  |        |        |        |        |
|  | Kitchee SC         | Kitchee SC         | 4                  | 0                  |           |           |              |              |              |              |  |  |        |        |        |        |
|  | Kitchee SC         | Kitchee SC         | 4                  | 0                  | Arbil SC  | Arbil SC  | 0 (2)        | 0 (2)        |              |              |  |  |        |        |        |        |
|  |                    |                    |                    |                    | Arbil SC  | Arbil SC  | 0 (2)        | 0 (2)        |              |              |  |  |        |        |        |        |
|  |                    |                    | Qadsia SC tab      | Qadsia SC tab      | 0 (4)     | 0 (4)     |              |              |              |              |  |  |        |        |        |        |
|  | Qadsia SC          | Qadsia SC          | Qadsia SC tab      | Qadsia SC tab      | 0 (4)     | 0 (4)     | 1            | 2e           |              |              |  |  |        |        |        |        |
|  | Qadsia SC          | Qadsia SC          |                    |                    |           |           |              |              |              |              |  |  |        |        |        |        |
|  | Al Hidd Club       | Al Hidd Club       | 1                  | 2                  |           |           |              |              |              |              |  |  |        |        |        |        |
|  | Al Hidd Club       | Al Hidd Club       | 1                  | 2                  | Qadsia SC | Qadsia SC | 4            | 6            |              |              |  |  |        |        |        |        |
|  |                    |                    |                    |                    | Qadsia SC | Qadsia SC | 4            | 6            |              |              |  |  |        |        |        |        |
|  |                    |                    | Persipura Jayapura | Persipura Jayapura | 2         | 0         |              |              |              |              |  |  |        |        |        |        |
|  | Koweït SC          | Koweït SC          | Persipura Jayapura | Persipura Jayapura | 2         | 0         | 3            | 1            |              |              |  |  |        |        |        |        |
|  | Koweït SC          | Koweït SC          |                    |                    |           |           |              | 1            |              |              |  |  |        |        |        |        |
|  | Persipura Jayapura | Persipura Jayapura | 2                  | 6                  |           |           |              |              |              |              |  |  |        |        |        |        |
|  | Persipura Jayapura | Persipura Jayapura | 2                  | 6                  |           |           |              |              |              |              |  |  |        |        |        |        |
|  |                    |                    |                    |                    |           |           |              |              |              |              |  |  |        |        |        |        |

### Finale
| 18 octobre 2014 | Qadsia SC                                        | 0 - 0           | Arbil SC                       | Stade Maktoum Bin Rashid Al Maktoum, Dubaï   |                                              |
| 20:00           |                                                  |                 |                                | Spectateurs : 5 240 Arbitrage : Kim Dong-jin | Spectateurs : 5 240 Arbitrage : Kim Dong-jin |
| 20:00           | Al-Mutawa · Said · Al Ansari · Ebrahim · Subotić | Tirs au but 4-2 | Radhi · Hawar · Sherzad · Faez | Spectateurs : 5 240 Arbitrage : Kim Dong-jin | Spectateurs : 5 240 Arbitrage : Kim Dong-jin |